# Hara Yutaro
Yutaro Hara (原 裕太郎 Hara Yūtarō, sinh ngày 23 tháng 4 năm 1990 ở Hikawa, Shimane) là một cầu thủ bóng đá người Nhật Bản. Hiện tại anh thi đấu cho Roasso Kumamoto.

## Thống kê sự nghiệp câu lạc bộ
Cập nhật đến ngày 23 tháng 2 năm 2017.
| Thành tích câu lạc bộ | Thành tích câu lạc bộ | Thành tích câu lạc bộ | Giải vô địch | Giải vô địch | Cúp                   | Cúp                   | Cúp Liên đoàn | Cúp Liên đoàn | Châu lục | Châu lục  | Khác1   | Khác1     | Tổng cộng | Tổng cộng |
| Mùa giải              | Câu lạc bộ            | Giải vô địch          | Số trận      | Bàn thắng    | Số trận               | Bàn thắng             | Số trận       | Bàn thắng     | Số trận  | Bàn thắng | Số trận | Bàn thắng | Số trận   | Bàn thắng |
| Nhật Bản              | Nhật Bản              | Nhật Bản              | Giải vô địch | Giải vô địch | Cúp Hoàng đế Nhật Bản | Cúp Hoàng đế Nhật Bản | J. League Cup | J. League Cup | AFC      | AFC       | Khác    | Khác      | Tổng cộng | Tổng cộng |
| --------------------- | --------------------- | --------------------- | ------------ | ------------ | --------------------- | --------------------- | ------------- | ------------- | -------- | --------- | ------- | --------- | --------- | --------- |
| 2009                  | Sanfrecce Hiroshima   | J1 League             | 1            | 0            | 0                     | 0                     | 1             | 0             | –        | –         | –       | –         | 2         | 0         |
| 2010                  | Sanfrecce Hiroshima   | J1 League             | 0            | 0            | 0                     | 0                     | 0             | 0             | 0        | 0         | –       | –         | 0         | 0         |
| 2011                  | Sanfrecce Hiroshima   | J1 League             | 0            | 0            | 0                     | 0                     | 0             | 0             | –        | –         | –       | –         | 0         | 0         |
| 2012                  | Sanfrecce Hiroshima   | J1 League             | 0            | 0            | 0                     | 0                     | 0             | 0             | –        | –         | –       | –         | 0         | 0         |
| 2013                  | Sanfrecce Hiroshima   | J1 League             | 1            | 0            | 0                     | 0                     | 0             | 0             | 0        | 0         | 0       | 0         | 1         | 0         |
| 2014                  | Sanfrecce Hiroshima   | J1 League             | 0            | 0            | 0                     | 0                     | 0             | 0             | 0        | 0         | 0       | 0         | 0         | 0         |
| 2015                  | Roasso Kumamoto       | J2 League             | 11           | 0            | 0                     | 0                     | –             | –             | –        | –         | –       | –         | 11        | 0         |
| 2016                  | Ehime FC              | J2 League             | 0            | 0            | 1                     | 0                     | –             | –             | –        | –         | –       | –         | 1         | 0         |
| Tổng cộng sự nghiệp   | Tổng cộng sự nghiệp   | Tổng cộng sự nghiệp   | 13           | 0            | 1                     | 0                     | 1             | 0             | 0        | 0         | 0       | 0         | 15        | 0         |

1Bao gồm Siêu cúp Nhật Bản và Giải bóng đá Cúp câu lạc bộ thế giới.